# Tomba di Nerone
Tomba di Nerone è la cinquantatreesima zona di Roma nell'Agro romano, indicata con Z. LIII.
Il toponimo indica anche la zona urbanistica 20C del Municipio Roma XV.

## Geografia fisica

### Territorio
Si trova nell'area nord di Roma, a ridosso ed internamente al Grande Raccordo Anulare, lungo la strada statale 2 Via Cassia.
La zona confina:
- a nord con la zona Z. LIV La Giustiniana[N 1]
- a est con la zona Z. LVI Grottarossa[N 2]
- a sud con i suburbi S. I Tor di Quinto[N 3] e S. XI Della Vittoria[N 4]
- a ovest con il suburbio S .X Trionfale[N 5] e la zona Z. L Ottavia[N 6]

## Storia

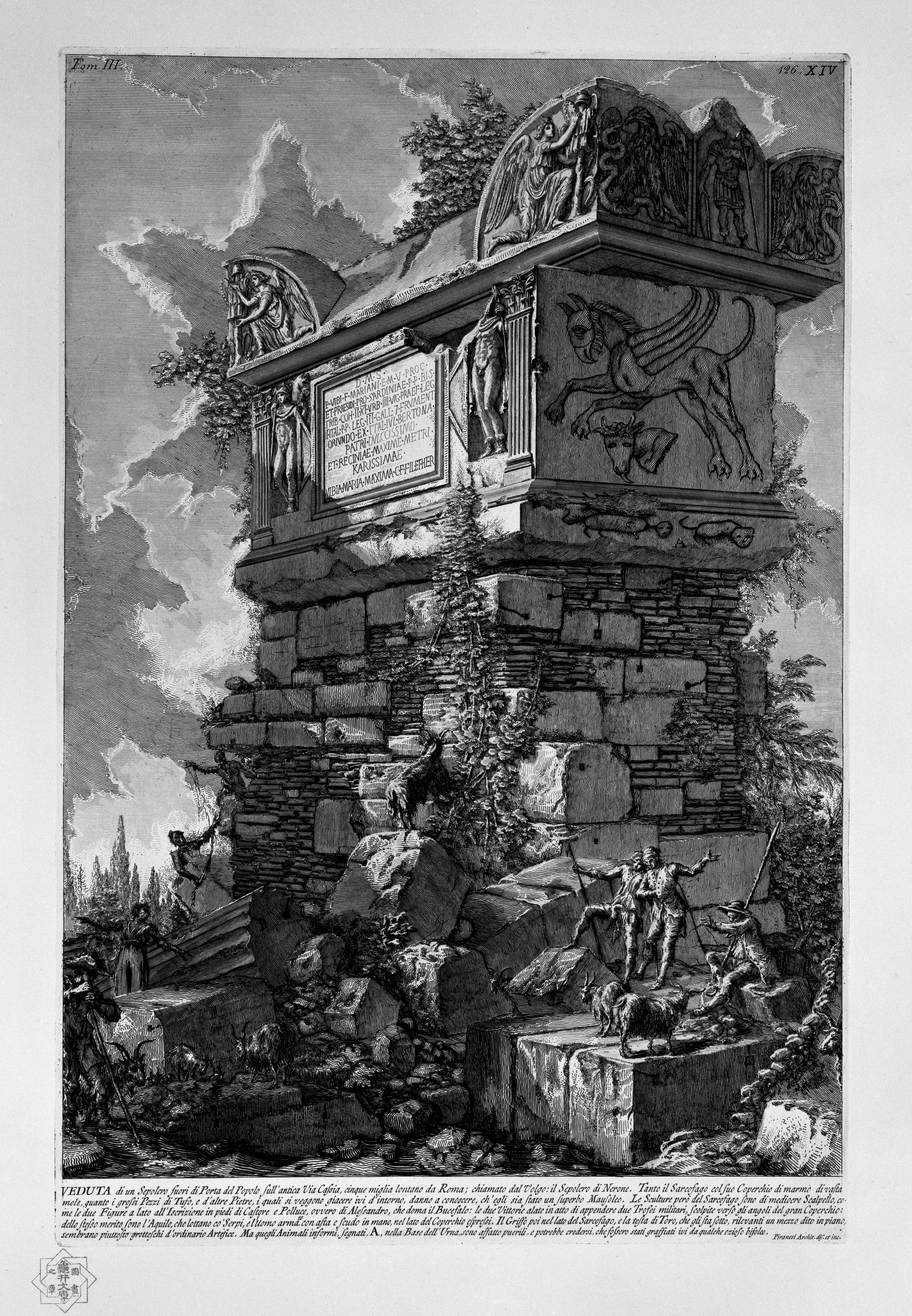
Giovanni Battista Piranesi, Tomba di Nerone, incisione del tardo XVIII secolo

La zona prende il nome da un monumento sepolcrale, edificato al sesto miglio dell'antica via Cassia nella seconda metà del III secolo, erroneamente ritenuto la tomba di Nerone a causa di una credenza popolare sorta nel medioevo. Questo monumento, in realtà, è il sarcofago di Publio Vibio Mariano, proconsole e preside della Sardegna e prefetto della Legio II Italica, e di sua moglie Regina Maxima. Questa credenza nacque nel XII secolo, allorquando voci popolari supposero che le spoglie dell'imperatore fossero state traslate in quel sepolcro, a seguito della distruzione del mausoleo che le conteneva, in Piazza del Popolo. Questa leggenda è in parte legata alla costruzione della Basilica di Santa Maria del Popolo dove nell'arcone maggiore dell'abside sono rappresentate delle scene che si rifanno al sogno di Papa Pasquale II, in cui la Madonna ordinò di abbattere il pioppo (in latino populus, da cui Piazza del Popolo) infestato dai demoni, segnacolo delle ceneri di Nerone, e di far costruire lì una chiesa.
Al tempo degli Etruschi questa zona era percorsa dalla via Veientana che si staccava proprio in questo punto dalla Cassia per dirigersi a nord-ovest verso Veio.
Il quartiere Tomba di Nerone è posto tra Giustiniana e Tor di Quinto, in prossimità di due importanti direttrici stradali: il Grande Raccordo Anulare e la via Cassia, l'antica strada consolare che, partendo da Ponte Milvio, conduceva fino ad Arezzo e che oggi costituisce l'arteria viaria principale del quartiere. Questa zona è una delle più verdi e tranquille della città di Roma, godendo della presenza della riserva naturale dell'Insugherata, che sorge ad ovest, tra via Cassia e via Trionfale e del parco regionale di Veio a nord-ovest, anch'esso ricco di sentieri e luoghi di interesse storico e naturalistico.
Il quartiere si sviluppa per tutta la lunghezza sulla lunga cresta collinare della consolare Cassia tra pendii a tratti anche molto pronunciati, scendendo a est verso la Valle della Crescenza.
La zona “Tomba di Nerone" è uno degli insediamenti programmati nei piani d'espansione urbanistica sviluppati negli anni 1920, con caratteristiche di borgo extraurbano. Nonostante la presenza di alcune costruzioni risalenti al primo novecento, specie nei pressi di Via Tomba di Nerone e Via Santa Giovanna Elisabetta, l'area venne sottoposta all'edificazione massiva solo tra la fine degli anni sessanta e l'inizio degli anni ottanta, poiché il Piano Regolatore Generale del 1962 marcava la zona come soggetta a ristrutturazione edilizia e urbanistica, connotandola di fatto come edificabile. Molte delle attività edificatorie si avvalsero di una licenza edilizia mentre altrettante furono praticate abusivamente, poi legittimate dalle successive leggi sul condono. La nuova chiesa di S. Andrea si trova di fronte alla fontana in travertino che ricorda i soldati italiani caduti durante la seconda guerra mondiale, contornata da una fontana.
Nella notte tra il 16 e il 17 dicembre 1804, l'aeronauta francese André Jacques Garnerin fece innalzare un pallone aerostatico dalla Cattedrale di Notre-Dame come celebrazione dell'incoronazione di Napoleone Bonaparte. La mongolfiera era adornata da drappi, bandiere e tremila lampioncini e trasportava una navicella a forma di corona imperiale, un'aquila in legno e la scritta celebrativa: "Parigi, 25 frimaio anno XII, incoronazione dell'imperatore Napoleone da parte di sua santità Papa Pio VII". Il pallone ascese velocemente tra gli applausi della folla e percorse 1600 km in circa 22 ore, perdendo quota fino a schiantarsi contro la tomba di Nerone. L'impatto, interpretato immediatamente come cattivo presagio per Napoleone, fece staccare la navicella, alleggerendo il pallone che riprese quota per poi precipitare definitivamente nel Lago di Bracciano. Già il 18 dicembre arrivò al segretario di Pio VII una lettera da Anguillara Sabazia, luogo del rinvenimento del pallone, dove si notificava il Papa dell'accaduto. Napoleone cercò di dare una connotazione positiva all'evento da lui descritto come straordinario, sottolineando il volo effettuato dal pallone invece del suo arrivo, sostenendo che la mongolfiera andasse conservata con gelosia. Questa fu esposta nelle Logge Vaticane fino al 1814, poi trasferita nella Floreria Apostolica dove rimase dimenticata fino al 1932, infine venne donata da Paolo VI negli anni settanta al Museo storico dell'Aeronautica Militare a Vigna di Valle.

## Monumenti e luoghi d'interesse

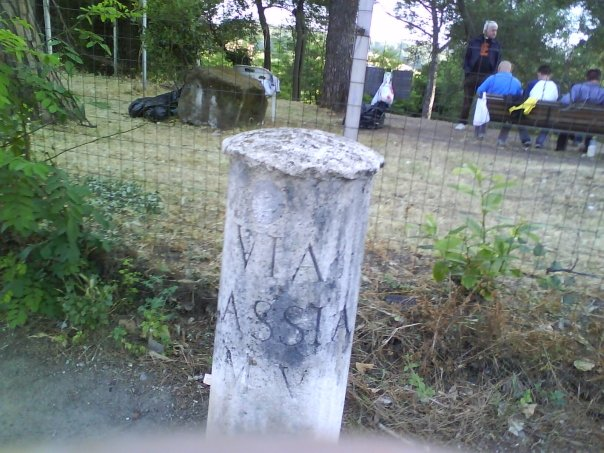
Antico cippo miliare sulla via Cassia all'altezza di Tomba di Nerone

### Architetture civili
- Casale dell'Inviolatella Borghese, su via Manziana. Casale del XVII secolo. 41.960631°N 12.462749°E
- Villa Manzoni, su via Cassia. Villa del XX secolo. 41.957235°N 12.455383°E

Villa in stile barocchetto costruita nel 1925, sui ruderi della villa di Lucio Vero all'Acqua Traversa, dal conte Gaetano Manzoni, su progetto dell'architetto Armando Brasini. Attuale sede dell'ambasciata del Kazakistan.
- Casa del Fascio, su via Cassia. Edificio del XX secolo (1941). 41.965182°N 12.443759°E

### Architetture religiose
- Oratorio di Sant'Andrea Apostolo, su via Cassia. Chiesa del XVII secolo (1690).
- Chiesa nuova di Sant'Andrea apostolo, su via Cassia. Chiesa del XX secolo (1941). 41.964655°N 12.443677°E

Progetto dell'architetto Tullio Rossi. Parrocchia eretta l'11 ottobre 1941 con il decreto del cardinale vicario Francesco Marchetti Selvaggiani "Quo facilius".
- Chiesa di San Bartolomeo apostolo, su vicolo di Monte Arsiccio. Chiesa del XX secolo (1964). 41.956535°N 12.41525°E

Parrocchia eretta il 13 gennaio 1964 con il decreto del cardinale vicario Clemente Micara "Percrescente incolarum numero".
- Chiesa di San Filippo apostolo, su via di Grottarossa. Chiesa del XX secolo (1989-92). 41.973141°N 12.443359°E

Progetto dell'architetto Roberto Panella. Parrocchia eretta il 5 dicembre 1962, con il decreto del cardinale vicario Clemente Micara "Mirabili sollicitudine".
- Chiesa di Nostra Signora di Fatima, su via del Fontanile Nuovo. Chiesa del XX secolo (1975). 41.962141°N 12.412456°E

Parrocchia eretta l'8 luglio 1975, con il decreto del cardinale vicario Ugo Poletti "Omnium ecclesiarum".
- Chiesa di Sant'Andrea Avellino, su via Trionfale. Chiesa del XX secolo (1993-96).
- Chiesa di San Giuliano Martire, su via Cassia. Chiesa del XX secolo (1990-95).

### Siti archeologici
- Villa di Casale Ghella, su via di Casale Ghella (VII miglio di via Cassia). Villa del I secolo a.C.[6] 41.976063°N 12.434777°E
- Villa di Lucio Vero all'Acqua Traversa, su via Cassia (V miglio), quasi completamente distrutta dalla villa Manzoni. Villa del I secolo a.C.[7] 41.95739°N 12.455703°E
- Villa in località Tomba di Nerone, su via Cassia (VI miglio). Villa del I secolo.[8] 41.966608°N 12.44041°E
- Villa della Muracciola, su via Cassia. Villa del I secolo.[9]

Rinvenuta casualmente nel 1925, fu completamente distrutta da lavori di costruzione moderni.
- Villa della via Cassia, su via Cassia (VII miglio). Villa del II secolo.[10]
- Tomba di Publio Vibio Mariano (cosiddetta "Tomba di Nerone"), su via Cassia. Sepolcro del III secolo. 41.965519°N 12.442579°E

### Aree naturali
- Riserva naturale dell'Insugherata, fra via Cassia a est e via Trionfale a ovest, settore a nord del fosso della Valle dell'Insugherata.

### Altro
- Fontanella dell'emiciclo, su via Cassia. Fontana del XX secolo (1929). 41.964955°N 12.444062°E

Opera dell'architetto Pietro Lombardi. Inizialmente posta nella scomparsa piazza Scossacavalli nel rione Borgo, a seguito della demolizione della Spina di Borgo fu trasferita sulla via Cassia ad ornamento del memoriale ai caduti.
- Monumento ai caduti di tutte le guerre del Quartiere Tomba di Nerone, su via Cassia. Memoriale del 1967. 41.965018°N 12.444098°E
- Istituto Asisium, su via di Grottarossa. Scuola paritaria del XX secolo (1968).

## Geografia antropica

### Urbanistica
Nel territorio di Tomba di Nerone si estende l'omonima zona urbanistica 20C e parte delle zone urbanistiche 20E Grotta Rossa Ovest, 19C Ottavia e 19E Trionfale.

### Odonomastica
Molte delle vie del quartiere sono intitolate a comuni della provincia di Viterbo (Gradoli, Bagnaia, Acquapendente, Orte, Montefiascone, etc.)